# Helge Halkjær
Helge Halkjær (* 20. Dezember 1916 in Thorning; † 14. Februar 1996 in Kolding) war ein dänischer Ruderer.

## Werdegang
Helge Halkjær gewann bei den Olympischen Sommerspielen 1948 in London zusammen mit Aksel Bonde, Ib Storm Larsen, Helge Muxoll Schrøder im Vierer ohne Steuermann die Silbermedaille.
Im Folgejahr wurde das Quartett von Kolding Roklub dänischer Meister.